# Norsecore
Norsecore (vertaling: Oud-Noorse hardcore, refererend aan de Vikingtijd) is een geuzennaam voor een karikaturale blackmetalstijl die gespeend is van enige mentaliteit of ideologie. Kenmerkend zijn eenvoudige songstructuren, opeenvolgend gebruik van eenvoudige powerchords, continue blastbeats en overdreven satanische teksten. De norsecoreband Dark Funeral maakt veel gebruik van duivelse symboliek en zijn nummers gaan over Satan. Ook Gorgoroth en Marduk worden wel onder norsecore geschaard.